# Tildrakizumab
Il tildrakizumab (noto con i nomi commerciali di Ilumya e di Ilumetri) è un anticorpo monoclonale umanizzato progettato per il trattamento di alcune patologie infiammatorie, essendo in grado di modulare la risposta immunitaria. Il suo uso è stato approvato sia negli Stati Uniti che nell'Unione Europea per la terapia della psoriasi a chiazze in pazienti adulti affetti da forme moderate o severe della patologia; la Food and Drug Administration ne ha approvato l'uso via iniezione sottocutanea nel marzo 2018, mentre la Commissione Europea ne ha autorizzato la commercializzazione nel settembre dello stesso anno su pazienti affetti da forme croniche di psoriasi.
Il tildrakizumab ha come target l'interleuchina 23, una citochina che svolge un ruolo cruciale nella risposta immunitaria e la cui eccessiva attivazione è concausa del quadro clinico di diverse malattie autoimmuni.
Il tildrakizumab è somministrato mediante una singola iniezione di un preparato contenuto in una siringa preriempita che contiene 100 mg di anticorpo in un mL di soluzione.